# Énoxacine
L'enoxacine est un composé chimique dérivé de la 1,8-naphtyridine qui est aussi un antibiotique de la classe des quinolones.

## Mode d'action
L'enoxacine inhibe l'ADN gyrase bactérienne.